# 九州鉄道ブリル客車
九州鉄道ブリル客車（きゅうしゅうてつどうブリルきゃくしゃ）は、九州鉄道（初代）がアメリカ合衆国に発注し、1908年（明治41年）に竣工した特別客車である。明治時代末期の日本におけるもっとも豪華な設備を備えた客車であった。
完成時点では九州鉄道がすでに国有化されていたため帝国鉄道庁（のちの鉄道院→鉄道省→日本国有鉄道）に引き継がれたが、十分に活用されることなく終わった。
総称する正式な系列名や愛称がなかったことから、発注会社と製造メーカーにちなみ「九州鉄道のブリル客車」、「九鉄ブリル客車」などと呼ばれるが、鉄道ファンの間ではそのほかに「或る列車」（あるれっしゃ）という通称でも知られていた。

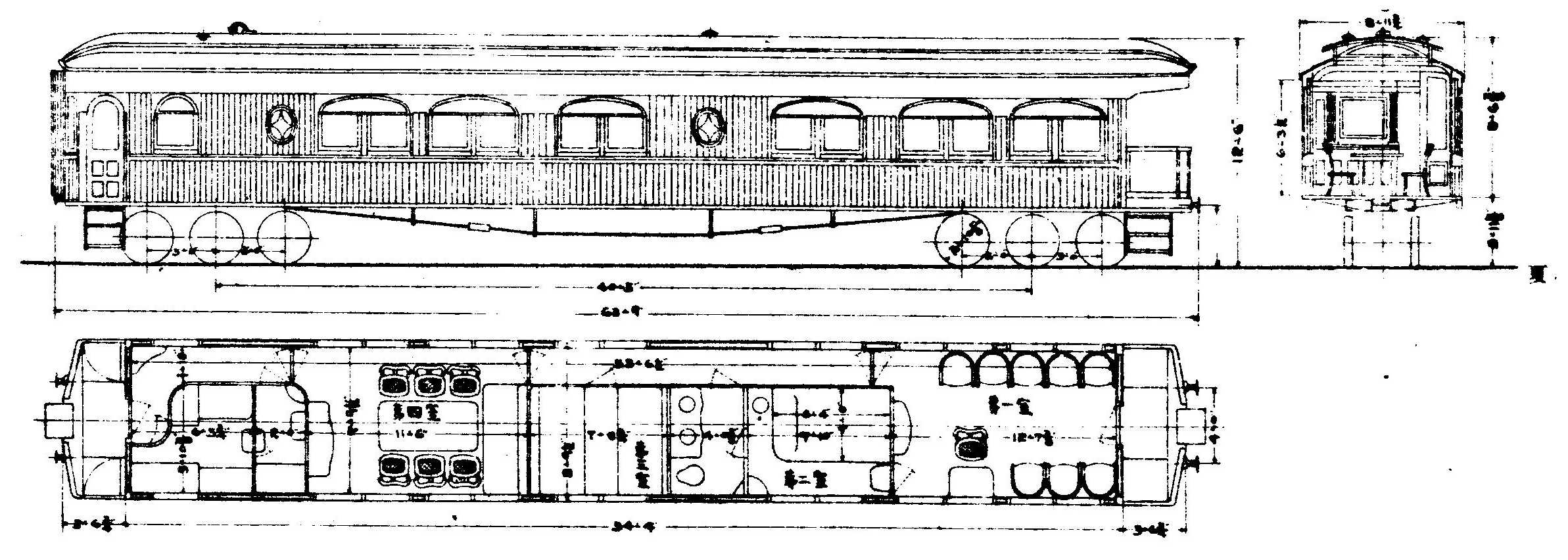
ストク9000形（特別車）の形式図

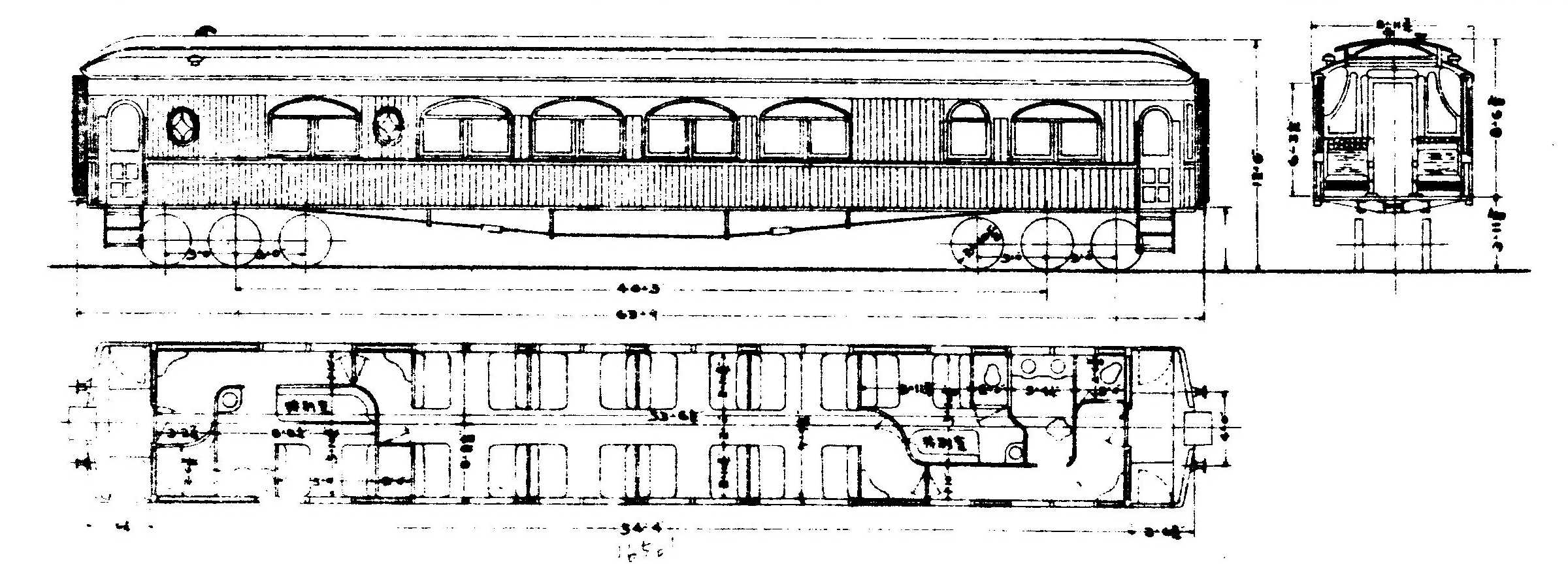
フスイネ9030形（一等寝台車）の形式図

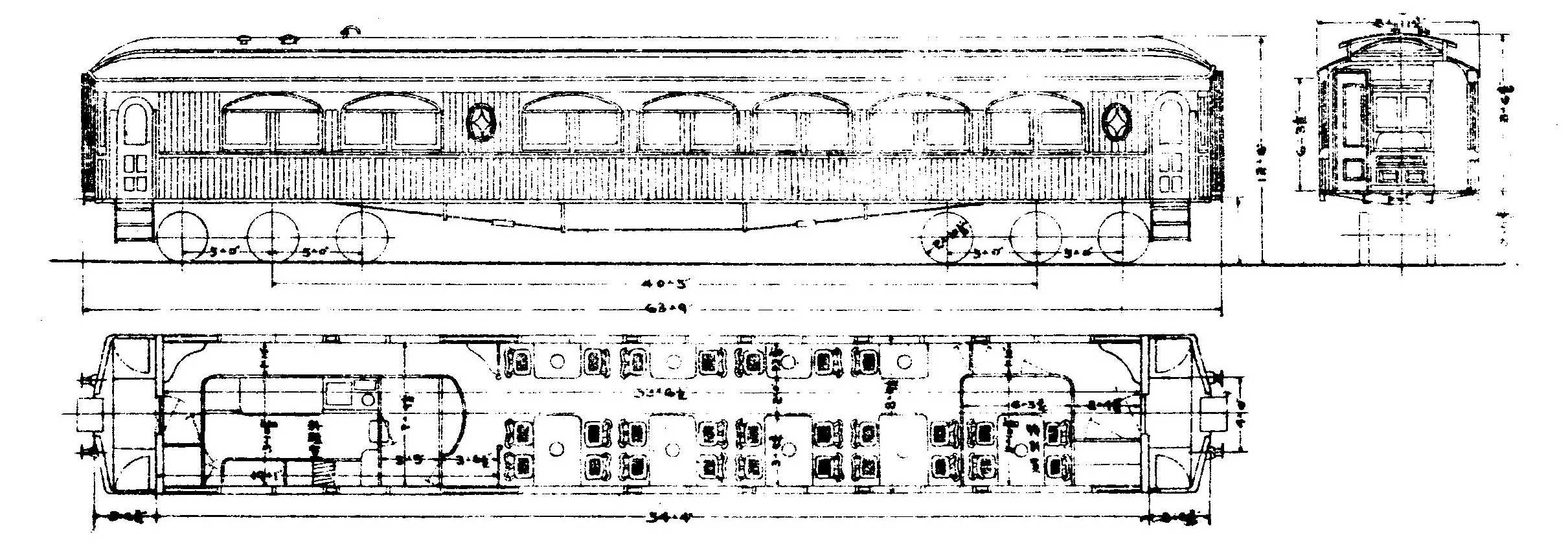
スシ9150形（食堂車）の形式図

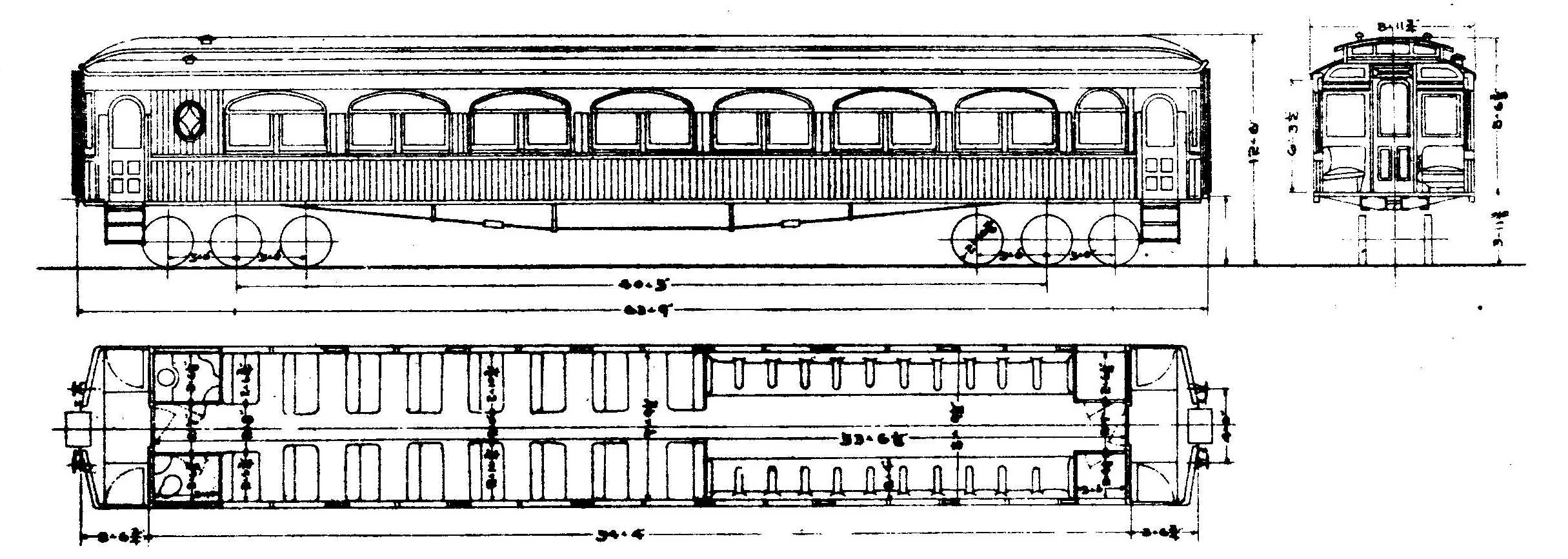
フスイ9240形（一等車）の形式図

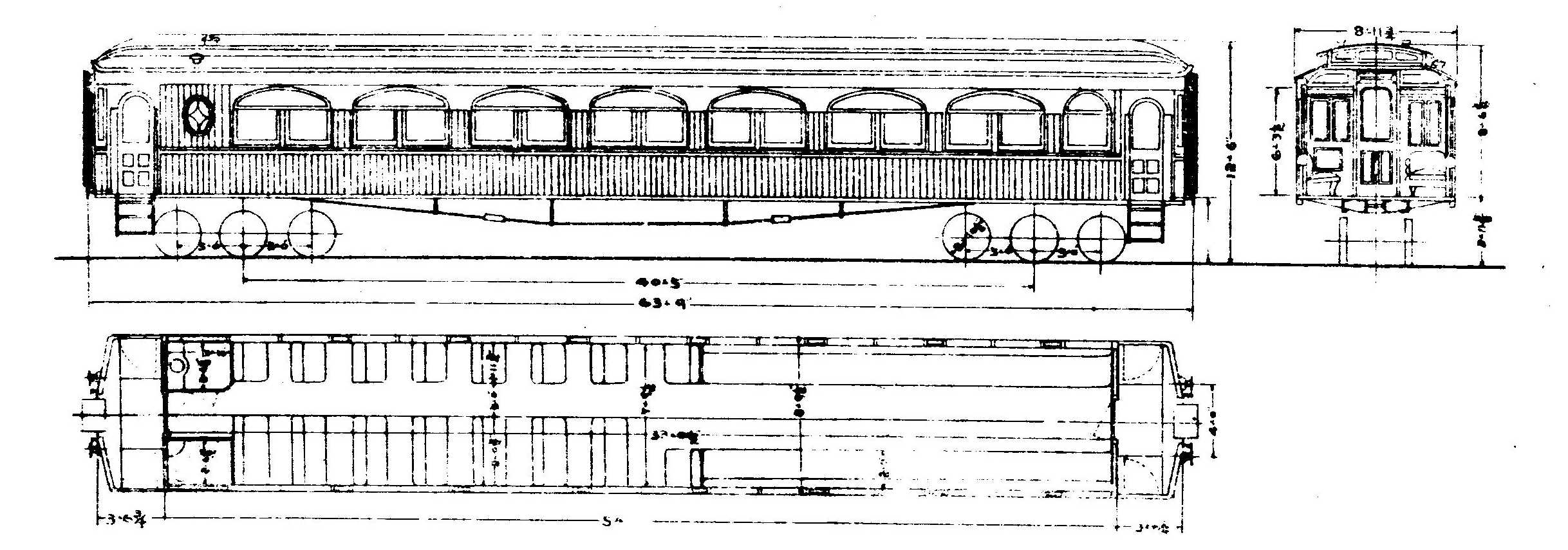
フスロ9360形（二等車）の形式図

## 概要
日露戦争後の1906年（明治39年）、九州鉄道のワンマン社長として知られていた仙石貢が、当時アメリカを代表する鉄道車両・台車メーカーであったJ.G.ブリル社に、5両編成の客車を発注した。
鉄道国有法公布により九州鉄道が国有化された後の1908年（明治41年）4月から6月下旬、客車が米国より順次到着し、新橋工場で組み立てられた。これらは特別車（展望車）、1等寝台車、食堂車、1等座席車、2等座席車で組成された豪華なもので、乗り心地を良くするため3軸イコライザー式ボギー台車を履いていた。照明用として車軸発電機と蓄電池を搭載し、客室窓の上部にはアーチ状の、便所の窓には楕円形のステンドグラスがそれぞれはめ込まれていたほか、全車とも内装にはマホガニー材を使用し、床には絨毯が敷かれ、特別車にはスタインウェイ・アンド・サンズ製のピアノが設置されていたという。車体は木造。車体寸法は車体長19.3 m、幅2.73 m、高さ3.89 mで、当時の日本においては超大型の客車であった。塗装は黄緑色とも青色ともいわれている。
しかしこれを引き継いだ帝国鉄道庁（→鉄道院）では、わずか5両しかない豪華客車を定期運用するほどの適切な需要もなかったことから、専ら東京地区で外国貴賓（要人）用列車や団体専用列車用として使用した。現代のジョイフルトレインに近いものであったが、十分に活用されるまでには至らず、使用頻度は徐々に下がり、1923年（大正12年）に教習車に改造された。一時は車内に自動空気ブレーキの取り扱い研修機器類を搭載して各地の研修に巡回したこともあった。
もっとも、これらの豪華な設備、特に展望車と食堂車の調度や車内レイアウトなどは、鉄道院になってから新橋工場で製造されたステン9020形などの設計に多大な影響を及ぼした。また、これらに装着されていた3軸ボギー式台車の機構、特に2つの上揺れ枕を「への字」形の側梁で連結して車体のボルスタ左右2箇所の側受（サイドベアラー）を支持する機構は、従来の台車左右側枠上部の前後で、つまり計4箇所で側受を支持する方法に比べて合理的でメリットが多く、以後の大正6年式台車やTR71、あるいはTR73などといった鉄道省制式客車用3軸ボギー式台車全形式に継承されており、ごく少数の輸入ではあったが、技術面でも大きな影響を残している。
太平洋戦争後間もないころ、客車の不足から一部の車両が設備を取り払い、普通列車用として旅客列車に使用された例もあったが、1950年代中期までにすべて廃車された。
なお、九州鉄道はブリル社に対して、増備車用と思われるこれらと同クラスの客車用台枠と3軸ボギー式台車を25両分同時発注していたが、こちらは日本到着後、新橋・神戸の両工場で当時量産中の基本形客車に準じた車体を載せて竣工している。

## 車種別概説
形式名の「ブ」はメーカーの「ブリル」の略と見られる。
ブトク1
特別車。編成最後部に連結される車両で、一端に展望デッキを備えていた。車内構造は展望デッキ寄りの位置に展望室を備え、その隣にダブルベッドの寝台個室と4人用寝台個室が1室ずつあった。寝台個室を挟んで展望室と反対側の位置には食堂を備え、連結面側の車端部に調理室を備えていた。新造時自重36.55 t、その製造費予算（組立費とも）は53,969円であった。のちにストク9000に改番され、さらに事業用車に改造されスヤ9035を経てスヤ9960に改番された（大井工場改造・門司鉄道局配置）。廃車は最も早く1932年（昭和7年）である。
ブオネ1
寝台車。中央部に定員16名の開放室式（プルマン形）縦形寝台を備え、一端には喫煙室と給仕室が設けられ、もう一端にはソファーを備えた2人用個室寝台1室が設けられていた。新造時自重39.2 t、その製造費予算（組立費とも）は52,341円であった。のちにフスイネ9030となり、事業用車化でスヤ9030→オヤ9973となった（苗穂工場改造・札幌鉄道局配置）。そして1951年（昭和26年）2月配給車に改造されてオヤ9941となった、1956年（昭和31年）1月廃車。
ブオシ1
食堂車。定員23名の食堂と調理室を備えていた。新造時自重36.68 t、その製造費予算（組立費とも）は42,074円であった。のちにスシ9150となり、事業用車化でスヤ9031→オヤ9973となった（大井工場改造・東京鉄道局配置）。
ブオイ1
一等車。車内は座席で構成されており、車内約半分が転換クロスシート（定員16名）、もう半分はソファー風のロングシート（定員22名）であった。新造時自重36.1 t、その製造費予算（組立費とも）は28,175円であった。のちにフスイ9240となり、事業用車化でスヤ9032→オヤ9971となった（大宮工場改造・大阪鉄道局配置）。
ブオロ1
二等車。ブオイ1と同じく座席で構成された室内であった。ブオイ1と同様、車内約半分が転換クロスシート（定員30名）、もう半分はロングシート（定員20名）であったが、座席間隔や座席幅はブオイ1より狭かった。新造時自重35.75t、その製造費予算（組立費とも）は25,133円であった。のちにフスロ9360となり、事業用車化でスヤ9033→オヤ9972となった（大宮工場改造・仙台鉄道局配置）。戦後に三等車代用として使用された、のちにオヤ9840となった。5両の中では最後まで残り、1956年（昭和31年）6月まで車籍があった。
| 時期                                    | ブトク1                                                 | ブオネ1                                                            | ブオシ1                                                 | ブオイ1                                                          | ブオロ1                                                 |
| --------------------------------------- | ------------------------------------------------------- | ------------------------------------------------------------------ | ------------------------------------------------------- | ---------------------------------------------------------------- | ------------------------------------------------------- |
| 九州鉄道計画番号                        | サブ1                                                   | ネブ1                                                              | テブ1                                                   | イブ1                                                            | ロブ1                                                   |
| 1908年（明治41年）10月24日 ブリル社製造 | ブトク1                                                 | ブオネ1                                                            | ブオシ1                                                 | ブオイ1                                                          | ブオロ1                                                 |
| 1909年（明治42年）改正                  | ストク9000（9000形）                                    | スネ9030（9030形）                                                 | スシ9150（9150形）                                      | スイフ9240（9240形）                                             | スロフ9360（9360形）                                    |
| その後の改番                            | ↓                                                       | フスイネ9030（9030形） 1913年（大正2年）7月7日                     | ↓                                                       | フスイ9240（9240形） 1913年（大正2年）ころと推定                 | フスロ9360（9360形）                                    |
| 1925年（大正14年）ころ 教習車に改造     | スヤ9035（9035形） 大正14年度 大井工施工 門司鉄道局配属 | スヤ9030（9030形） 大正13年度 苗穂工施工 札幌鉄道局配属            | スヤ9031（9030形） 大正14年度 大井工施工 東京鉄道局配属 | スヤ9032（9030形） 大正14年度 大宮工施工 神戸鉄道局配属          | スヤ9033（9030形） 大正14年度 大宮工施工 仙台鉄道局配属 |
| 1928年（昭和3年）改正                   | スヤ9960（9960形）                                      | オヤ9973（9970形）                                                 | オヤ9970（9970形）                                      | オヤ9971（9970形）                                               | オヤ9972（9970形）                                      |
| その後の改造・改番                      | ↓                                                       | オヤ9941（9940形） 配給車に改造 1951年（昭和26年）2月 五稜郭工施工 | ↓                                                       | オヤ9993（9990形） 救援車に改造 1942年（昭和17年）9月 吹田工施工 | ↓                                                       |
| その後の改造・改番                      | ↓                                                       | ↓                                                                  | ↓                                                       | オヤ9940（9940形） 1949年（昭和24年）3月3日                      | ↓                                                       |
| 1953年（昭和28年）6月改正               | ↓                                                       | オル9971（9970形）                                                 | ↓                                                       | オル9970（9970形）                                               | オヤ9840（9840形）                                      |
| 廃 車                                   | 1932年（昭和7年） 門鉄局                                | 1956年（昭和31年）1月25日 札鉄局                                   | 1949年（昭和24年） 東鉄局                               | 1956年（昭和31年）3月16日 大鉄局                                 | 1956年（昭和31年）6月27日 仙鉄局                        |

## 或る列車
1935年（昭和10年）10月に刊行された雑誌『鉄道趣味』3巻10号（通巻28号）で、鹿島正助（執筆署名は機太郎）が“或る列車”と題した記事で九州鉄道ブリル客車を紹介し、続いて翌1936年（昭和11年）3月に刊行された同誌4巻3号（通巻32号）で荒井文治が“或る列車を見て”と題して事業用車に改造された後の食堂車に関する記事を執筆した。
鉄道史の表舞台で活かされることなく終わった豪華編成に対する、懐古の念を伴った表現というべきもので、以来日本の鉄道趣味界では、九鉄ブリル客車の別名として“或る列車”の呼び名が定着している。

## 模型

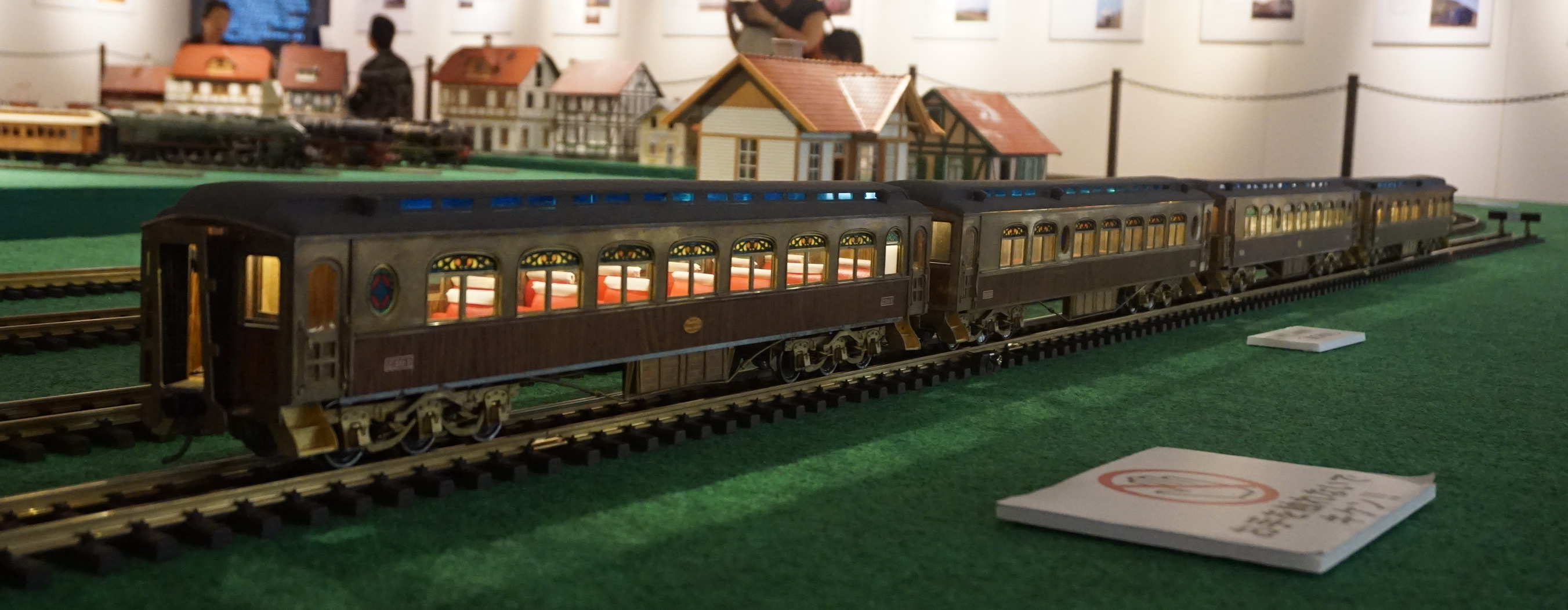
原信太郎によって製作された「或る列車」の模型

鉄道模型愛好家の原信太郎がこの車両を模型化した。模型の車体色は金色で、外側窓下に板を張るなど、自身のオリジナルを加えたデザインとなっている。
鉄道研究家の湯口徹は、1950年代から「或る列車」について多くの資料を収集し、残存していた末期の実車に接したこともあったが、1960年代に未知の人物から資料提供を依頼され、資料の写真複写を提供した。後日その人物が、単なる趣味人ではなく、原信太郎に雇われた模型職人で、提供資料が「或る列車」の模型製作に利用されたことを知ったという。
2015年、九州旅客鉄道（JR九州）がこの模型を元にしたデザインのD&S列車を「或る列車」の名で運行開始した。